# Podopteryx selysi
Podopteryx selysi – gatunek ważki z rodziny Argiolestidae.
Imagines osiągają duże rozmiary: ponad 40 mm długości tylnych skrzydeł i ponad 42 mm długości ciała. Barwa ciała jest metalicznie czarna z białymi do różowych znakami. Ich skrzydła mają ponad 27 żyłek postnodalnych.
Ważka ta występuje w północnej Australii, na Nowej Gwinei i sąsiednich wyspach.